# باشگاه فوتبال بی‌اف‌سی دوگاپیلس
باشگاه فوتبال بی‌اف‌سی دوگاپلیس یک باشگاه فوتبال در لتونی است که در دوگاپلیس مستقر است. آنها در لیگ برتر فوتبال لتونی بازی می‌کنند. این باشگاه بازی‌های خانگی خود را در استادیوم سلتنیکس در شهر دوگاپیلس با ظرفیت ۳۹۸۰ نفر برگزار می‌کند.

## عملکرد در رقابتهای داخلی
| فصل  | لیگ | لیگ   | لیگ  | لیگ | لیگ   | لیگ  | لیگ    | لیگ      | لیگ    | جام حذفی فوتبال لتونی |
| فصل  | سطح | رتبه  | بازی | برد | مساوی | باخت | گل زده | گل خورده | امتیاز | جام حذفی فوتبال لتونی |
| ---- | --- | ----- | ---- | --- | ----- | ---- | ------ | -------- | ------ | --------------------- |
| ۲۰۱۰ | دوم | هفتم  | ۲۲   | ۷   | ۳     | ۱۲   | ۲۸     | ۲۵       | ۲۴     | -                     |
| ۲۰۱۱ | دوم | هشتم  | ۲۴   | ۸   | ۵     | ۱۱   | ۳۷     | ۵۷       | ۲۹     | نیمه نهایی            |
| ۲۰۱۲ | دوم | چهارم | ۲۶   | ۱۵  | ۷     | ۴    | ۴۹     | ۲۰       | ۵۲     | یک چهارم نهایی        |
| ۲۰۱۳ | دوم | اول   | ۳۰   | ۲۵  | ۴     | ۱    | ۱۰۴    | ۱۶       | ۷۹     | یک چهارم نهایی        |
| ۲۰۱۴ | اول | هشتم  | ۳۶   | ۸   | ۵     | ۲۳   | ۳۰     | ۶۵       | ۲۹     | نیمه نهایی            |
| ۲۰۱۵ | اول | ششم   | ۲۴   | ۲   | ۸     | ۱۴   | ۱۴     | ۳۷       | ۱۴     | یک چهارم نهایی        |
| ۲۰۱۶ | اول | هشتم  | ۲۸   | ۲   | ۵     | ۲۱   | ۱۳     | ۵۶       | ۱۱     | نیمه نهایی            |
| ۲۰۱۷ | دوم | سوم   | ۲۲   | ۱۵  | ۲     | ۵    | ۵۸     | ۱۴       | ۴۷     | یک‌هشتم نهایی          |
| ۲۰۱۸ | دوم | اول   | ۱۹   | ۱۶  | ۱     | ۲    | ۱۰۶    | ۱۳       | ۴۹     | یک چهارم نهایی        |
| ۲۰۱۹ | اول | هشتم  | ۳۲   | ۸   | ۷     | ۱۷   | ۲۷     | ۵۰       | ۳۱     | یک چهارم نهایی        |
| ۲۰۲۰ | اول | هشتم  | ۲۷   | ۵   | ۵     | ۱۷   | ۳۰     | ۴۸       | ۲۰     | قبل از یک‌هشتم نهایی   |

## افتخارات
لیگ ۱ لتونی (سطح دوم فوتبال لتونی) (۱)
۲۰۱۳